# Північноамериканська плита

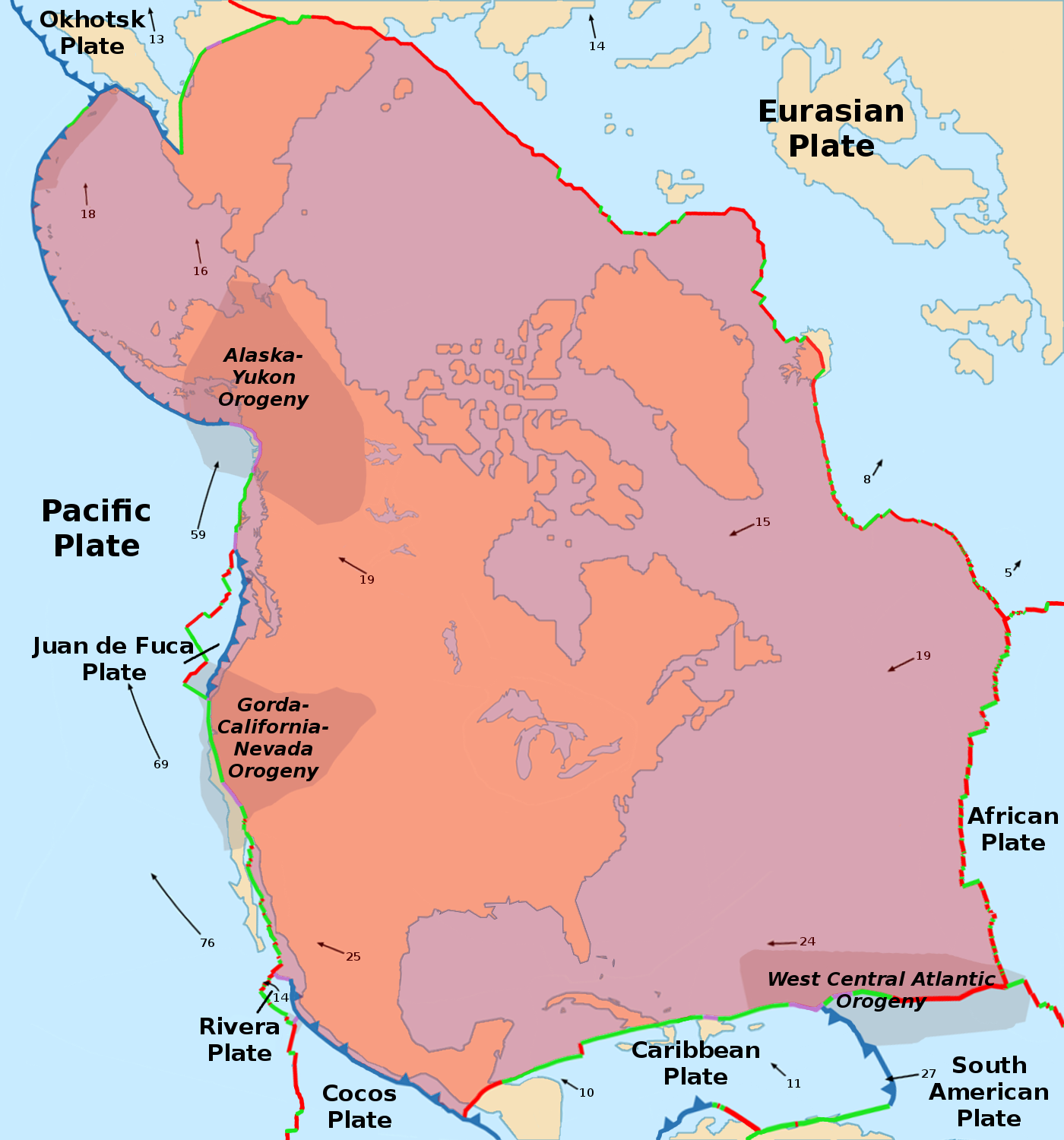
Розташування Північноамериканської плити

Північноамерика́нська плита́ — тектонічна плита є підмурівком більшої частини Північної Америки, має протягнення у напрямку на схід до Серединно-Атлантичного хребта і на захід до хребта Черського у Східному Сибіру. Плита має ділянки як континентального, так і океанічного типу. Має площу 1,36559 стерадіан
. 
У її склад, як правило, включають й Охотську плиту.

## Межі
Південна межа з плитою Кокос на заході та Карибською плитою на сході є трансформним розломом, представленим Трансформним розломом островів Свон під Карибським морем і розломом Мотагуа що прямує через Гватемалу. 
Паралельні розломи Септентріонал та Енрікільо-Плантейн-Гарден, що прямують через острів Гаїті та обмежують мікроплиту Гонав, також є частиною границі. 
Решта південного краю, що тягнеться на схід до Серединноатлантичного хребта і позначає границю між Північноамериканською та Південноамериканською плитами розпливчаста, але розташована поблизу зони розломів 15-20 близько 16°N.
Північною межею є продовження Серединно-Атлантичного хребта — хребет Гаккеля. 
Інша частина межі у крайній північно-західній частині плити тягнеться до Сибіру. 
Ця межа продовжується від кінця хребта Гаккеля як Рифт моря Лаптєвих до перехідної зони деформації на хребті Черського, потім до Улаханського розлому між ним і Охотською плитою і, нарешті, до Алеутського жолоба та розлому Королеви Шарлотти. 
Західною межею є розлом Королеви Шарлотти, що проходить уздовж узбережжя Аляски та зону субдукції Каскадія на півночі, розлом Сан-Андреас через Каліфорнію, Східнотихоокеанське підняття у Каліфорнійській затоці та Центральноамериканський жолоб на півдні.
На своєму західному краю плита Фараллон занурювалася під Північноамериканську плиту з юрського періоду. 
Плита Фараллон майже повністю зазнала субдукцію під західну частину Північноамериканської плити, залишивши цю частину Північноамериканської плити в контакті з Тихоокеанською плитою як розлом Сан-Андреас. 
Плити Хуан-де-Фука, Дослідника, Горда, Рівера, Кокос і Наска є залишками плити Фараллон.
Границя уздовж Каліфорнійської затоки складна. 
Під затокою лежить рифтова зона Каліфорнійської затоки, серія рифтових басейнів і сегментів трансформаційних розломів від північного кінця Східнотихоокеанського підняття в гирлі затоки до системи розломів Сан-Андреас поблизу рифту Солтонської западини/Сейсмічна зона Броулі. 

## Гарячі точки
Кілька «гарячих точок», ймовірно, розташовані під Північноамериканською плитою. Найвідоміші  — Єллоустон, Ратон, Анахім Вони виникли над гарячими мантійними потоками — плюмами . Гарячі точки Єллоустон й Анахім, ймовірно, вперше виникли за часів міоцену і до цього часу є геологічно активними, створюючи землетруси і виверження вулканів.

## Рух плити
Головним чином, Північноамериканська плита рухається грубо в південно-західному напрямі в іншій бік від Серединно-Атлантичного хребта. Рух плити не може керуватися субдукцією, оскільки ніяка частина Північноамериканської плити не пірнає, тому інші механізми продовжують досліджуватися. Одне з недавніх досліджень свідчить, що конвективний потік мантії рухає плиту.